# 김태웅 (1961년)
김태웅(金泰雄, 1961년 3월 16일~2023년 2월 27일)은 대한민국의 정치인이며, 제1·2·3대 경상남도 창원시의원을 역임했다.

## 학력
- 1968.03~1973.02 진해덕산공립국민학교 28회 졸업
- 1973.03~1977.02 진해중학교 26회 졸업
- 1977.03~1981.02 진해고등학교 30회 졸업
- 1981.03~1988.02 창원대학교 법학과 졸업

## 경력
- 1989 진해시 의료보험노동조합 진해지부장
- 1991~2012 전국지역의료보험노동조합(현. 국민건강보험공단) 재직
- 2001.09~2004.12 전국사회보험노동조합 경남본부장
- 2004.05~2006.02 민주노총 경남본부 수석부본부장
- 2005.01 경남장애인생산품 판매시설 운영위원
- 2006.02 민주노동당 경남도당 진해시 위원회 위원장
- 2006.02 민주노동당 경남도당 지방자치위원회 부위원장
- 2006.02 민주노동당 경남도당 종합민원상담소 자문위원
- 진해지역 자활센터 운영지원위원
- (준)진해진보연합 공동대표
- 국민건강보험공단 진해지사 재직
- (故)노무현 전 대통령 진해시 추모위원회 시민 상주
- 2010.07~2014.06 제1대 경상남도 창원시의회 의원
- 2010.07~2012.07 제1대 경상남도 창원시의회 전반기 경제복지위원회 위원
- 2010.07~2012.07 제1대 경상남도 창원시의회 전반기 예산결산특별위원회 위원
- 2012.07~2014.06 제1대 경상남도 창원시의회 후반기 기획행정위원회 위원
- 2012.07~2014.06 제1대 경상남도 창원시의회 후반기 의회운영위원회 위원
- 2012.07~2014.06 제1대 경상남도 창원시의회 후반기 예산결산특별위원회 위원
- 2013.03~2013.04 제1대 경상남도 창원시의회 창원시 현안문제 해결을 위한 특별위원회 위원장
- 창원시 도시가스 공급심의위원회 위원
- 진해시 택견연합회 이사
- 진해동진중학교 운영위원장
- 진해 샘바위 지역아동센터 운영위원장
- 진해 시니어클럽 운영위원
- 창원시의회 학교교육경비지원 심의위원
- 창원시 생활체육 탁구연합회 자문위원
- 경남교육포럼회원
- 친환경무상급식지키기 진해운동본부 자문위원장
- 2016.04~2018.06 제2대 경상남도 창원시의회 의원
- 2016.04~2016.07 제2대 경상남도 창원시의회 전반기 기획행정위원회 위원
- 2016.07~2018.06 제2대 경상남도 창원시의회 후반기 기획행정위원회 위원
- 2016.07~2018.06 제2대 경상남도 창원시의회 후반기 예산결산특별위원회 위원
- 문재인 대통령 후보 경남도당 진해구 공동선대본부장
- 2017.09.01 더불어민주당 입당
- 2018.07~2022.06 제3대 경상남도 창원시의회 의원
- 2018.07~2020.07 제3대 경상남도 창원시의회 전반기 기획행정위원회 위원
- 2018.07~2020.07 제3대 경상남도 창원시의회 전반기 예산결산특별위원회 위원
- 2020.07~2022.06 제3대 경상남도 창원시의회 후반기 건설해양농림위원회 위원
- 2020.07~2022.06 제3대 경상남도 창원시의회 후반기 예산결산특별위원회 위원

## 수상
- 2012 경남장애인인권포럼 장애인정책 우수의원

## 역대 선거 결과
|  | 18.60% |

|  | 19.08% |

|  | 16.45% |

|  | 53.10% |

|  | 38.95% |